# Roberto Bonomi
 Roberto Wenceslao Bonomi Oliva  va ser un pilot de curses automobilístiques argentí que va arribar a disputar curses de Fórmula 1.
Roberto Bonomi va néixer el 30 de setembre del 1919 a Buenos Aires, Argentina i va morir el 10 de gener del 1992.

## A la F1
Va debutar a la primera cursa de la temporada 1960 (l'onzena temporada de la història) del campionat del món de la Fórmula 1, disputant el 7 de febrer del 1960 el GP de l'Argentina al Circuit Oscar Alfredo Gàlvez.
Roberto Bonomi va participar en una única prova puntuable pel campionat de la F1, aconseguint finalitzar en onzena posició la cursa i no assolí cap punt pel campionat del món de pilots.

## Resultats a la Fórmula 1
| Any  | Equip               | Xassís | Motor    | 1      | 2   | 3   | 4   | 5   | 6   | 7   | 8   | 9   | 10  | Posició | Punts |
| ---- | ------------------- | ------ | -------- | ------ | --- | --- | --- | --- | --- | --- | --- | --- | --- | ------- | ----- |
| 1960 | Scuderia Centro Sud | Cooper | Maserati | ARG 11 | MON | 500 | HOL | BEL | FRA | GBR | POR | ITA | USA | -       | 0     |

### Resum
| Curses: | Victòries: | Pòdiums: | Poles: | Voltes ràpides: | Punts: |
| ------- | ---------- | -------- | ------ | --------------- | ------ |
| 1       | 0          | 0        | 0      | 0               | 0      |